# ベンジャミン・レイ

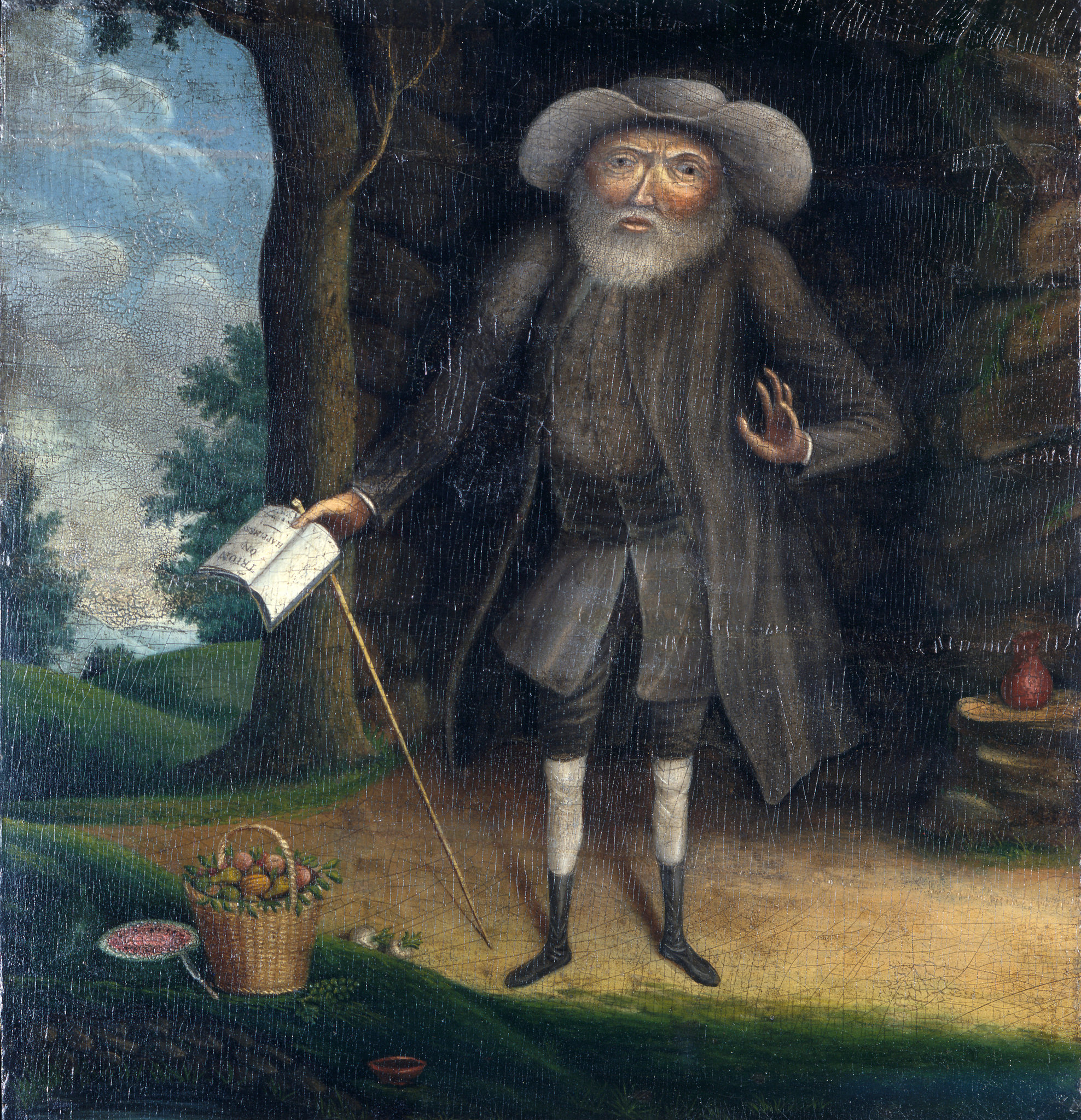
William Williamsによるベンジャミン・レイの絵（1790年）

ベンジャミン・レイ（Benjamin Lay, 1681年 - 1759年2月8日）は、イギリス出身で後に北米のペンシルベニア植民地に渡ったクエーカー教徒の博愛主義者で奴隷制度廃止論者。

## 経歴
イングランドのコルチェスターでクエーカー教徒の両親のもとに生まれた。農場の労働者と羊飼いとして働いた後に手袋作りの見習いとなり、その後ロンドンへ移って21歳で船員になった。のちにイングランドへ戻り、1718年までにSarah Smithと結婚した。奴隷制に対するレイの考え方は船員時代の経験によって形作られたものであるといい、船員の連帯の倫理という船乗りの伝統と関連付ける説もある。コルチェスターに戻ったレイは、自身の高い道徳基準に達しない他の人々に対して遠慮なく物を言ったので、クエーカー教徒のコミュニティでトラブルになった。
1718年にバルバドスへ移って雑貨店を開き、そこで奴隷の苦難を目にする。まもなく、自身のクエーカーの急進主義に後押しされたレイの奴隷制度廃止論の信条は、奴隷制と奴隷売買から広く利益を得ていた人々に嫌がられるようになった。1731年、北米のペンシルベニア植民地へ渡り、フィラデルフィア近郊のアビントンに住んだ。アビントンにおいてレイは、奴隷制に対する最も早くかつ最も熱心な反対者の一人であった。
その後の活動については#活動を参照。
1759年にアビントンで亡くなり、ジェンキンタウンのAbington Friends SchoolにあるAbington Friends Meeting墓地に埋葬された。

## 活動

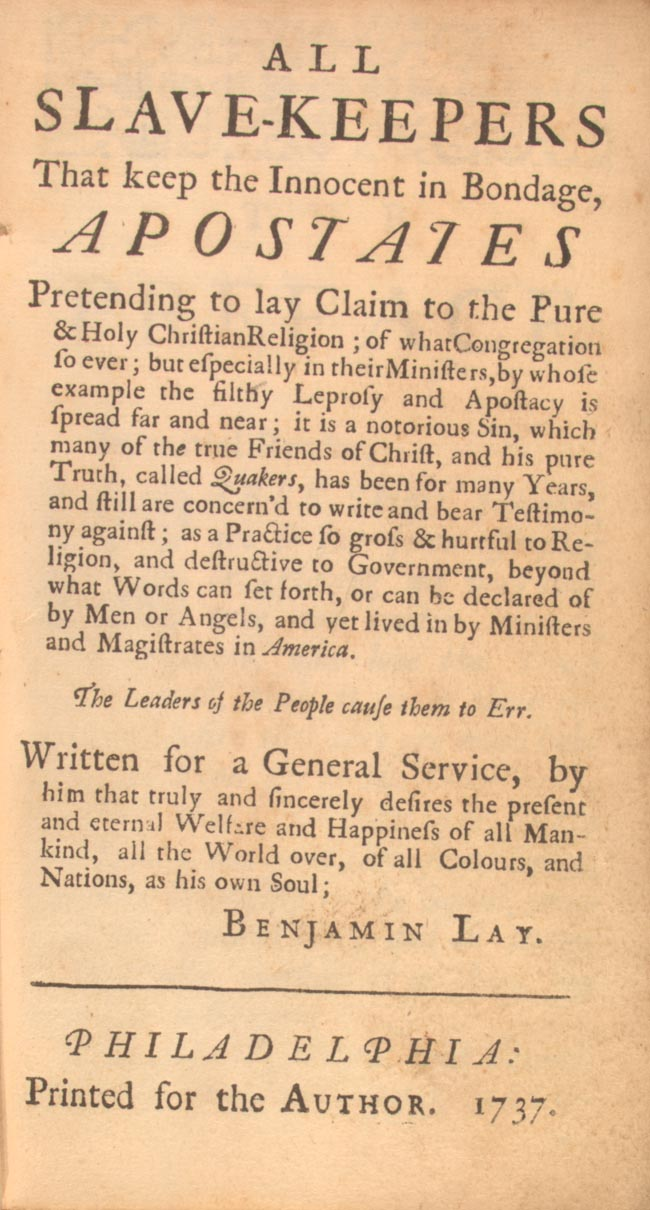
奴隷制度に対するベンジャミン・レイの非難（1737年）

バルバドスにてレイが初めて奴隷制への反対を主張したのは、所有者に再び殴られることよりも自殺することを選んだ奴隷の男を見た時であった。奴隷制へのレイの情熱的な敵意の一部は、クエーカーとしての信仰に後押しされていた。レイは慣習に反対して、いくつかの劇的なデモンストレーションを行った。ある時は冬の雪の中、クエーカーの会合が行われているところで屋外に外套なしで立ち、少なくとも片方の足を裸足にしていた。通行人がレイの健康を気遣うと、奴隷は冬にこのような服装で屋外で仕事をさせられているとレイは語った。ある時には奴隷所有者の子息を一時的に誘拐し、親類が海の向こうに売られた時にアフリカ人が何を感じるかを彼らに示した。レイの最も著名な活動は、1738年にクエーカーのPhiladelphia Yearly Meetingにおいて行ったものであった。レイは兵士の格好をし、神のもとに全ての人間は平等であるべきだと述べる聖書の記述を引用して、奴隷制を激しく非難する演説を行った。聖書の中に、血のように赤いヨウシュヤマゴボウの果汁を入れた袋をはさみ、そこへ剣を刺し入れ、その赤い汁を周りに飛び散らせた。
生涯に200以上の小冊子を発行した。そのほとんどは当時の社会制度に反対する情熱的な論争であり、特に奴隷制度、死刑制度、牢獄制度、裕福なペンシルベニアのクエーカーなどを批判した。

## 人物
レイはおよそ4フィートの身長であり、猫背と突き出した胸をもち、脚は腕と同じ長さであった。菜食主義で、牛乳と水しか飲まなかった。人間は他の動物に優越するわけではないと信じており、奴隷が働く工場で作られた服をボイコットし、動物を搾取しないためにウールも使わず、亜麻から自分で作った服を着た。他の動物の生命を奪って作られた物や、奴隷労働によって供給された物を用いることはなかった。洞窟の中に小屋を作って住み、リンゴ、ジャガイモ、カボチャ、カブ、メロンなどを耕作した。小冊子の中で「品位なく偽善的で暴虐で、悪魔のようでさえある」と描写した社会に参画することを拒み、ほぼ完全な自給自足の生活をした。

## 後世への影響
レイの遺風は奴隷制度廃止論者を何世代にも渡って鼓舞し続けた。19世紀の初頭から半ばにかけて、クエーカー教徒の奴隷制度廃止論者の家にレイの絵があるのはありふれたことだった。

## 著作
- All Slave-Keepers That Keep the Innocent in Bondage, Apostates - レイが1737年に出版した、北米在住者のうちで最も早い奴隷制度反対論の1つ。Antislavery Literature Projectによってデジタル化されたもの。

## 関連文献
- Archbold, William Arthur Jobson (1892). "Lay, Benjamin" . In Lee, Sidney (ed.). Dictionary of National Biography (英語). Vol. 32. London: Smith, Elder & Co.
- Claus Bernet: ベンジャミン・レイ. In: Biographisch-Bibliographisches Kirchenlexikon (BBKL). Band 19, Bautz, Nordhausen 2001, ISBN 3-88309-089-1, Sp. 875–880.
- Nathaniel Smith Kogan: "Aberrations in the Body and in the Body Politic: The Eighteenth-Century Life of Benjamin Lay, Disabled Abolitionist". In: Disability Studies Quarterly, Bd. 36 (3), https://doi.org/10.18061/dsq.v36i3.5135.
- Rediker, Marcus (2017) The Fearless Benjamin Lay: The Quaker Dwarf Who Became the First Revolutionary Abolitionist, ISBN 978-0-8070-3592-4